# ICE T

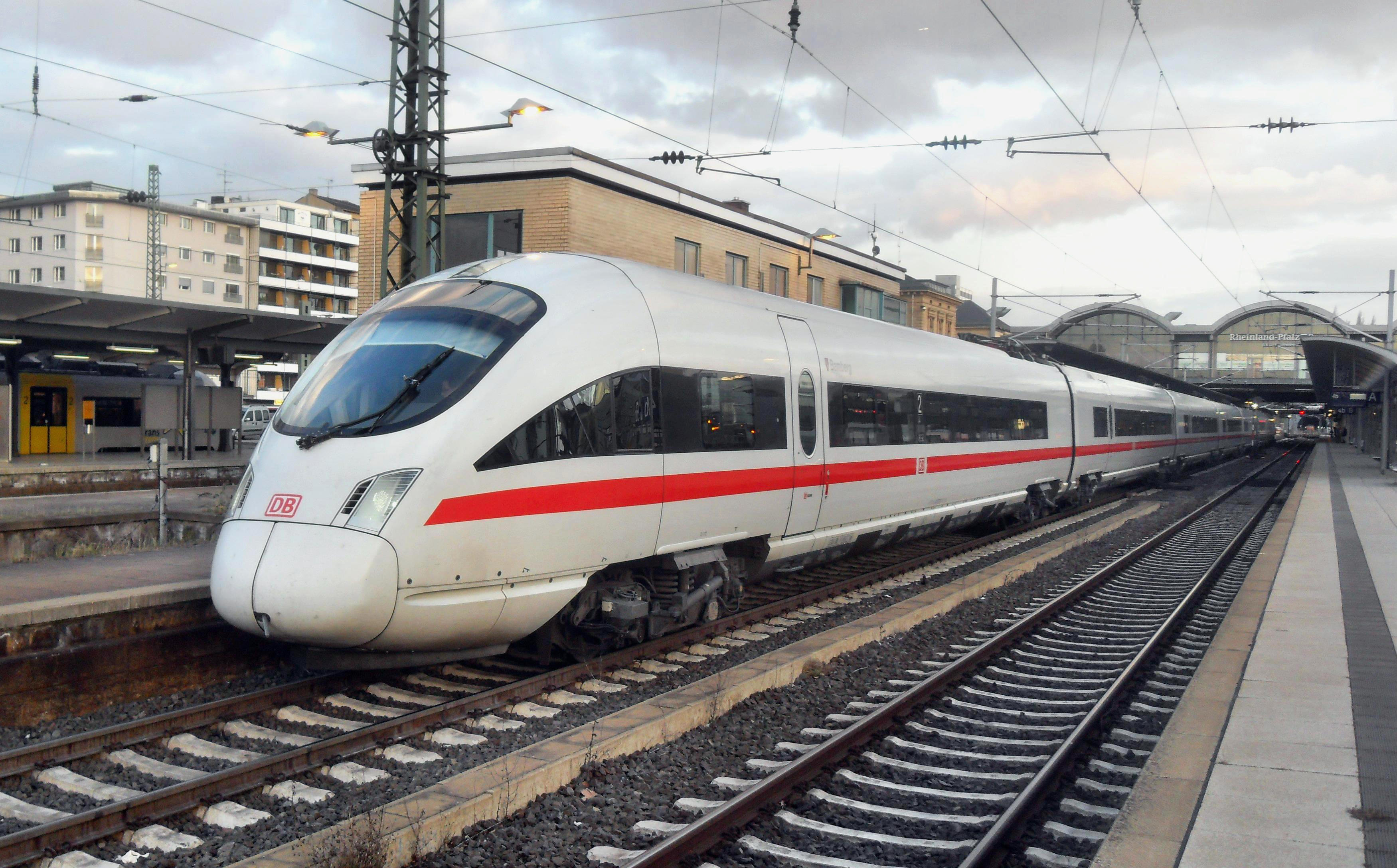
ICE T

ICE T (též ICE-T) představují vysokorychlostní vlakové soupravy německého železničního dopravce Deutsche Bahn, vyráběné společností Siemens v období let 1996 až 2006. Maximální rychlost ICE T je 230 km/h. 
Jednotky jsou složeny ze dvou hnacích krajních vozů řady 411 a 5 vložených vozů (celkem 7 vozidel). Hnací i vložené vozy je možné kombinovat s hnacími i vloženými vozy jednotek ICE TD. Jednotky ICE T jsou jediným zastupcem z rodiny jednotek ICE, která má technologii nuceného naklápění v obloucích.  
Podrobnosti na https://www.ice-fansite.com/index.php/ice-baureihen/ice-t